# Tritonia gladiolaris
Tritonia gladiolaris är en irisväxtart som först beskrevs av Jean-Baptiste de Lamarck, och fick sitt nu gällande namn av Peter Goldblatt och John Charles Manning. Tritonia gladiolaris ingår i släktet Tritonia och familjen irisväxter. Inga underarter finns listade i Catalogue of Life.